# Cieśnina Tiworo
Cieśnina Tiworo (indonez. Selat Tiworo) – cieśnina w Indonezji na morzu Flores; oddziela wyspy Muna i Celebes; długość ok. 70 km, szerokość 15–40 km. 
W cieśninie liczne wyspy i rafy koralowe.